# Stahlseifer Kopf
Der Stahlseifer Kopf ist ein 375,8 m hoher Berg bei Salchendorf (Neunkirchen) im Kreis Siegen-Wittgenstein in Nordrhein-Westfalen.
Westlich des Berges fließt der Gutenbach vorbei, der südwestlich in den Wildebach mündet, der südlich am Stahlseifer Kopf vorbeifließt.
Am südöstlichen Fuß des Berges lag die Grube Stahlseifen, am nördlichen Hang die Gruben Friedenshoffnung und Erzvater. Letztere wurde 1855 gemutet und um 1895 stillgelegt. Durch einen Stollen mit 235 m Länge wurde gefördert.

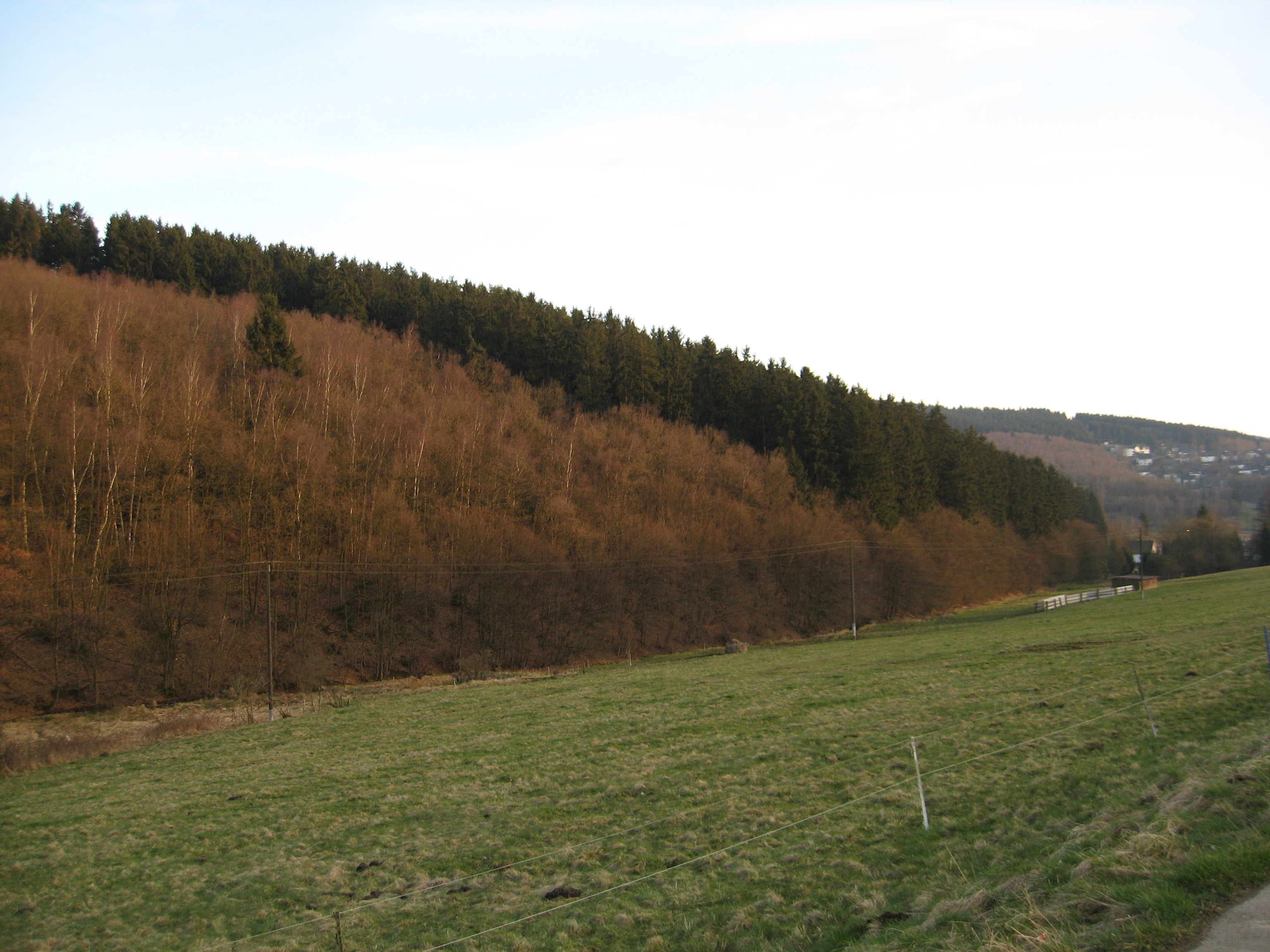
Der Stahlseifer Kopf von Norden aus
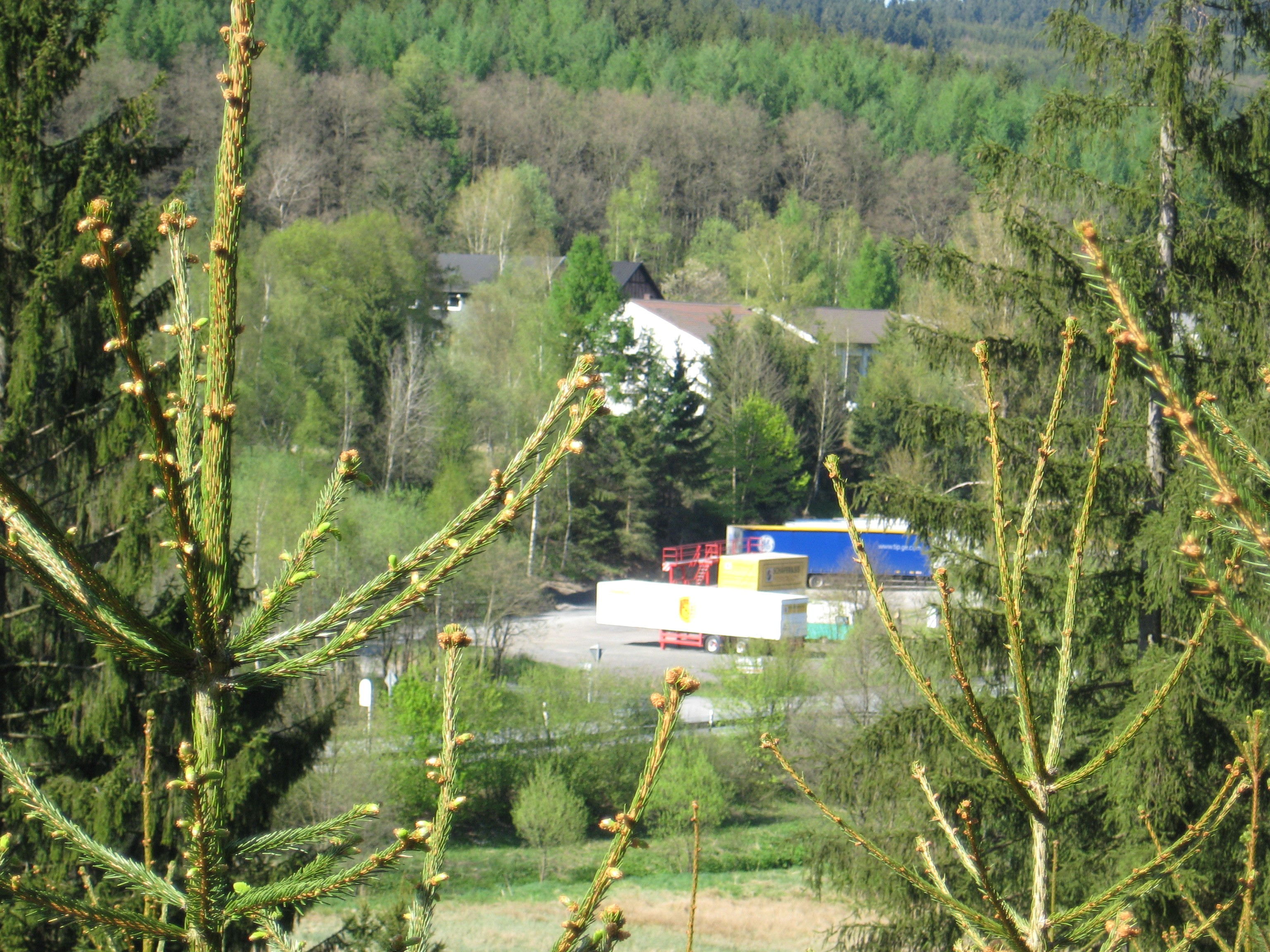
Ehemalige Grube Stahlseifen